# Onderwijscentrum Prof. Van der Leeuw
Het Onderwijscentrum Prof. Van der Leeuw is een naoorlogs schoolgebouw in de Groningse wijk Laanhuizen, ontworpen door gemeentearchitect J.H.M Wilhelm. Het complex is vernoemd naar oudminister professor Gerardus van der Leeuw, die 30 jaar als hoogleraar in de theologie in Groningen woonde en werkte.
Het bouwwerk bestond oorspronkelijk uit de Rijkskweekschool, de Gemeentelijke School voor Kleuterleidsters en het Instituut voor Lichamelijke Opvoeding. Thans is het een gemeentelijk monument en huisvest het een filiaal van Noorderpoort, een regionale opleidingencentrum.

## Monumentale waarde
Het onderwijscentrum weerspiegelt de pedagogische ontwikkelingen in het onderwijs van kort na de Tweede Wereldoorlog. Het gebouw vertaalt deze pedagogische ideeën in een voor die tijd innovatieve en praktische opzet. Dit komt tot uiting in de losse, gegroepeerde setting van de verschillende schooleenheden, bekend als 'open bouwen', en de functionele, gevarieerde gevelindelingen.

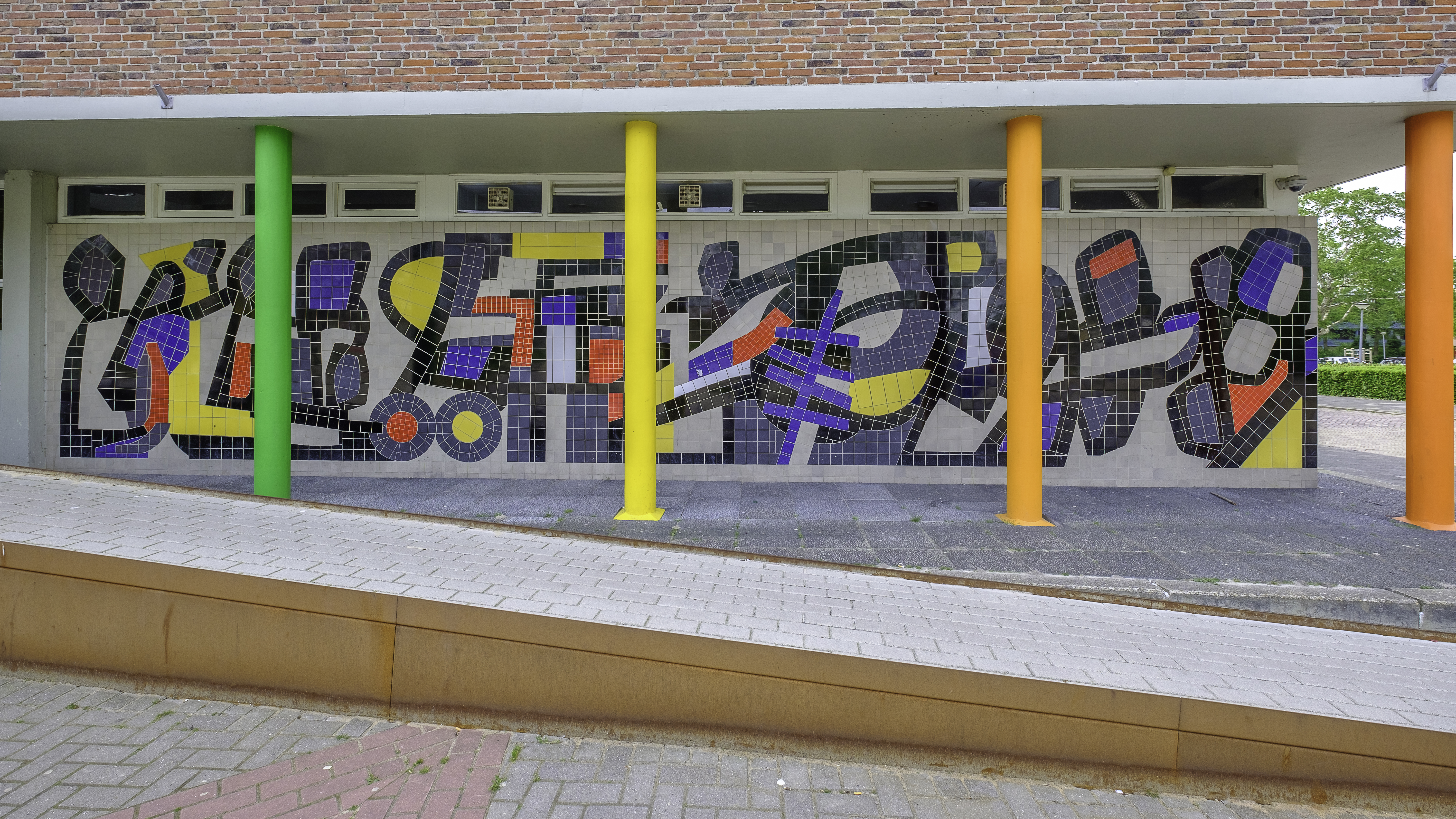
Tegeldecoratie van Jan van der Zee naast de ingang

 Daarnaast zijn er monumentale kunstwerken aanwezig, zoals tegeldecoraties en een glasappliquéwand, beide ontworpen door de Groninger kunstenaar Jan van der Zee. Stedenbouwkundig is het gebouw aangepast aan de bebouwing langs de Paterswoldseweg, en door de losse groepering van de gebouwen in het omliggende groen vormt het een vloeiende overgang naar het achterliggende Stadspark.

## Meer lezen
- Wilhelm, Jaap  (1964). Het Onderwijscentrum Prof. Van der Leeuw. BOUW 19  (28): pp. 995-999